# El Quebracho (Formosa)
Pour les articles homonymes, voir Buena Vista.
El Quebracho est une localité argentine située dans le département de Ramón Lista, province de Formosa. Elle dispose d'une école agro-technique.

## Démographie
Elle compte 415 habitants (Indec, 2010).